# 稲辺保
稲辺 保（いなべ たもつ、1954年 - 2018年10月14日）は、日本の物理化学者。専門は分子結晶。北海道大学名誉教授。理学博士。

## 来歴
1954年に札幌市で生まれた。出身高校は北海道札幌旭丘高等学校。1976年に北海道大学理学部を卒業、1981年に北海道大学大学院理学研究科博士課程を修了した。
理学博士号取得後、1984年までノースウェスタン大学のトビン・マークスのもとで博士研究員として研究に従事した。
1984年から1992年まで分子科学研究所の丸山有成のもとで助手として働いた。
1992年に北海道大学理学部助教授、1993年に同大学教授、2017年に同大学名誉教授となった。
2018年10月14日に亡くなった。死没日をもって瑞宝小綬章追贈、従四位に叙された。

## 受賞歴
- 1984年（昭和58年）アーサー・K・ドーリットル賞[5]
- 2004年（平成16年）第21回日本化学会学術賞 - 分子間相互作用の制御による分子結晶の機能化[6]